# Ramponi

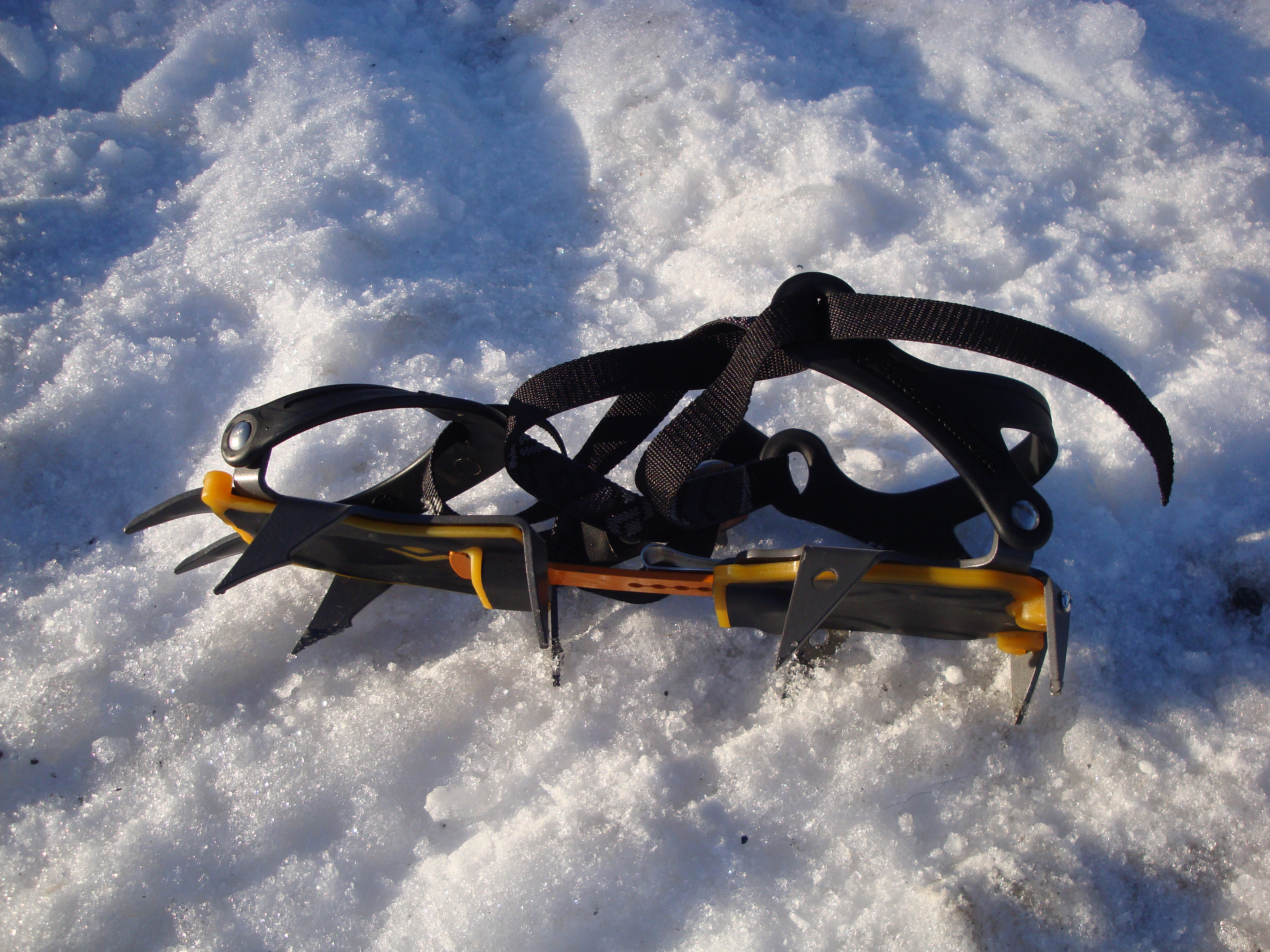
Rampone a 10 punte con chiusura a strap e sistema antizoccolo.

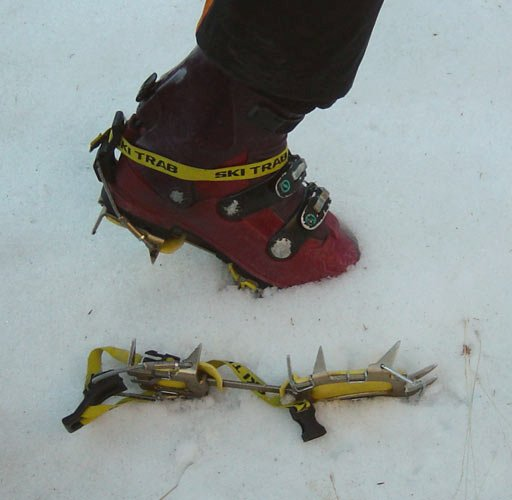
Ramponi ad attacco rapido indossati su scarponi rigidi da sci.

I ramponi sono attrezzi appartenenti all'equipaggiamento alpinistico utilizzati per la progressione su ghiaccio o neve ghiacciata.
Quelli "classici" sono costituiti da punte metalliche che vengono mantenute solidali agli scarponi grazie a un intreccio di cinghie che sono poi strette da una o più fibbie. I ramponi di stampo moderno (detti ramponi ad attacco rapido) sono invece dotati, nella parte anteriore, di un segmento in acciaio destinato a porsi nel corrispondente incavo degli scarponi da ghiaccio a suola rigida e, nella parte posteriore, di un meccanismo a scatto che ne consente il fissaggio.

## Origini
Da un punto di vista storico, i ramponi costituiscono la naturale evoluzione degli scarponi chiodati. Essi nascono nel 1909, nella versione a 10 punte, da un'idea dell'alpinista (e ingegnere) inglese Oskar Eckenstein. Egli si recò con il suo disegno progettuale dal miglior fabbro di Courmayeur, Henry Grivel e se li fece produrre. Vista la grande efficacia dimostrata dall'attrezzo, ci vollero pochi anni perché si diffondesse rapidamente il suo utilizzo. L'evoluzione a 12 punte (che permetterà un utilizzo più "aggressivo" dell'attrezzo) arriverà nel 1929 per opera del figlio di Grivel, Laurent.

## Tipologie e utilizzo

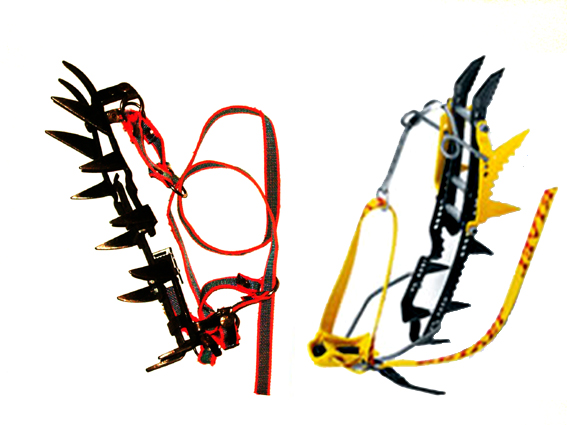
Ramponi da alpinismo a sinistra e da arrampicata su ghiaccio a destra

I ramponi sono di norma fabbricati in acciaio al cromo-molibdeno (metallo trattato per resistere alle basse temperature) ed hanno un peso (parliamo dei modelli più moderni) che può variare tra i 600 e i 1000 grammi la coppia.
I ramponi a 10 punte si usano preferibilmente per marciare sulla neve compatta (escursionismo invernale o sci alpinismo), mentre quelli a 12 punte (o più) si usano per la progressione su ghiacciaio e per scalare pareti più o meno ripide (alpinismo).
Tali ramponi sono caratterizzati da 4 punte frontali d'appoggio (due poste "in avanti", parallelamente al terreno, e altre due poco dietro, inclinate di circa 45° verso il terreno). Sul telaio del rampone sono poi disposte, ordinatamente, le restanti 8 punte, tutte rivolte verso il terreno.
Speciali ramponi a 12 o più punte, ed aventi comunque caratteristiche peculiari, sono progettati per la scalata di cascate di ghiaccio, disciplina estrema dell'alpinismo.
Quale che sia la tipologia, il rampone deve adattarsi perfettamente allo scarpone. Entro un certo ordine di grandezza tali attrezzi sono per questo adattabili (tramite sistemi a vite o di regolazioni "a scatto") alla bisogna.
È importante sottolineare come gli scarponi flessibili si adattino malamente ai ramponi rigidi ad attacco rapido (nati e progettati, in origine, per essere abbinati agli scarponi rigidi). Per tali calzature sono invece raccomandati i ramponi classici, tipicamente snodati tra la parte anteriore e quella posteriore, a telaio orizzontale e dotati di anelli e cinghie per il fissaggio, quindi maggiormente adattabili. Si tratta di ramponi che devono essere assolutamente ben regolati sullo scarpone, con le allacciature delle cinghie che devono essere chiuse e poi nuovamente regolate dopo alcuni minuti di marcia (perché con i primi passi tendono naturalmente ad assestarsi, allentandosi).
Quest'ultimo tipo di rampone, ossia quello classico, risulta poco prestante (rispetto a quello rigido) nella progressione frontale e sui pendii molto verticali e dovrebbe per questo venire utilizzato solo fino a quando le difficoltà della passeggiata o dell'ascensione non assumono un carattere pronunciato di difficoltà.
Si noti infine che, per gli attrezzi al di sotto delle 8 punte complessive non si parla più di ramponi, ma, piuttosto, di grappette: un ausilio per la progressione molto antico, tradizionalmente utilizzato dalle popolazioni delle zone montane per spostarsi nei mesi invernali. Le grappette sono costituite da 4 o 6 punte metalliche che vengono agganciate in corrispondenza del tacco e della pianta dello scarpone (mai della punta).

## Ramponi e tecnica di ascensione

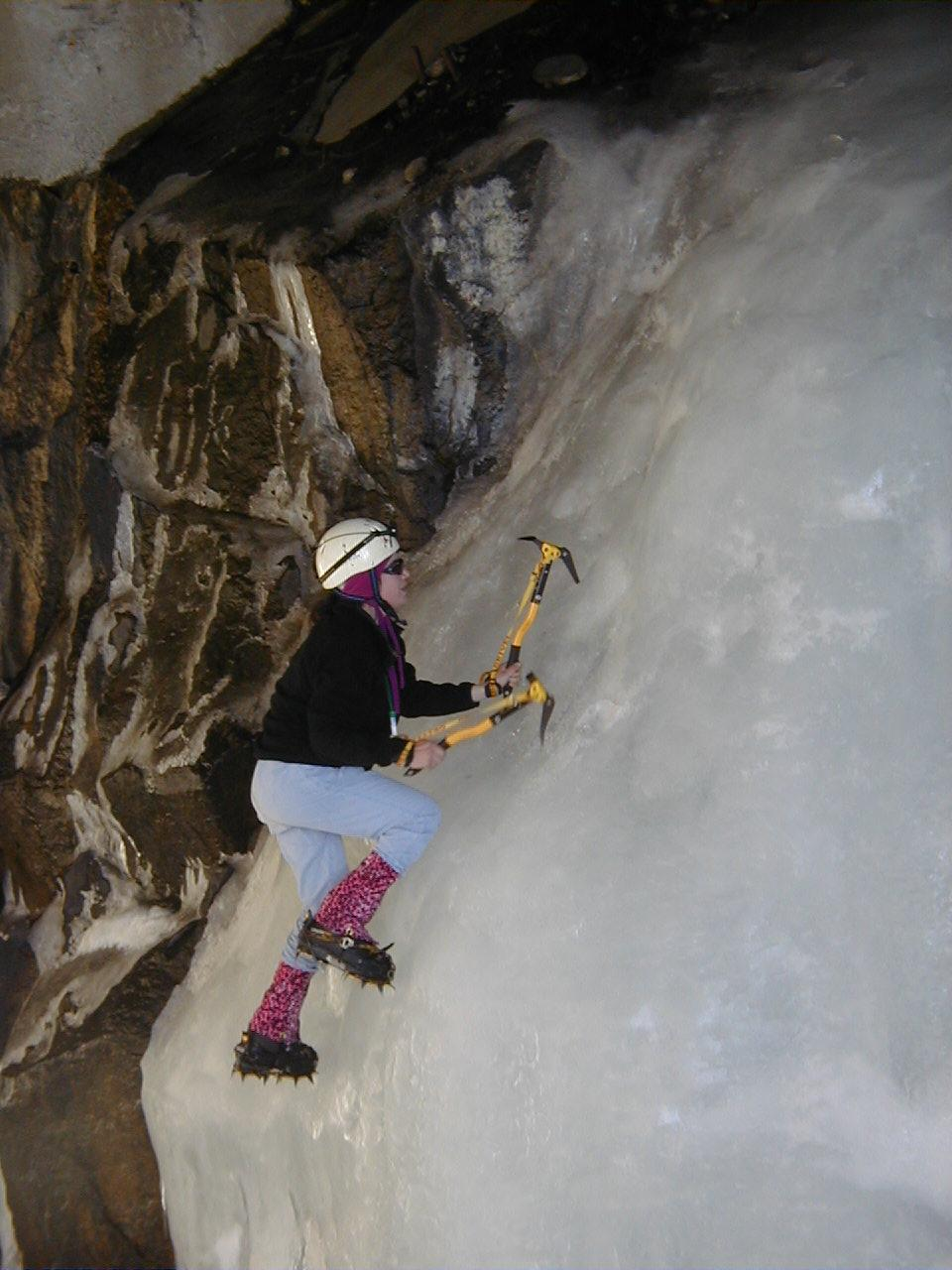
Esempio di utilizzo dei ramponi nella arrampicata su ghiaccio

I vecchi ramponi erano molto simili a grappette con un numero elevato di punte, poiché mancavano di quelle anteriori o queste erano solo abbozzate. La progressione risentiva pesantemente di questa limitazione, sicché non era possibile procedere oltre una certa pendenza. Man mano che il pendio si inclinava la tecnica consisteva nella divaricazione progressiva dei piedi con torsione delle caviglie ("piedi a piatto" o "a papera") ma naturalmente oltre un certo limite non era possibile piegare le caviglie. L'alpinista iniziava, quindi, a salire in diagonale appoggiandosi alla piccozza (tecnica classica).
Con l'introduzione delle punte anteriori divenne possibile posizionare i piedi perpendicolarmente al pendio, progredendo rapidamente con due piccozze (arrampicata su ghiaccio). La moderna tecnica di scalata delle cascate di ghiaccio si basa proprio su questo principio.
Un effetto ben conosciuto e piuttosto pericoloso che può verificarsi con l'utilizzo dei ramponi è quello che vede un indesiderato accumulo di neve compatta (il cosiddetto "zoccolo") sotto i ramponi stessi. Tale inconveniente, che si verifica soprattutto in presenza di neve molle o crostosa, può causare impaccio nella progressione e instabilità nell'equilibrio dell'escursionista-alpinista, con conseguente rischio di caduta. Per rimediare a tale pericolo i ramponi possono venire accessoriati con apposite placche antizoccolo ("antibot" o "antisnow"), ossia una specie di sotto-suola costituita da una placca di gomma, più o meno rigida, che viene fissata sotto il rampone allo scopo, appunto, di impedire la formazione di uno zoccolo di neve tra le punte del rampone stesso.
Una nota a parte merita l'uso delle grappette su terreno non ghiacciato. In alcune zone montuose, dove i pendii erbosi sono molto ripidi e scoscesi (come le Alpi dell'Algovia, in Baviera), taluni escursionisti preferiscono ricorrere all'uso delle grappette anche sui prati, per evitare di scivolare sull'erba.

## Manutenzione
I ramponi dovrebbero sempre avere le punte ben affilate, in modo da poter penetrare agevolmente nelle superfici ghiacciate. Le punte si devono eventualmente affilare a mano, con una lima a taglio fine, operando solo sulle superfici laterali (e mai su quelle frontali) per evitare di assottigliarne lo spessore rendendole così fragili. È sconsigliato l'impiego di una mola rotante perché c'è il rischio di compromettere il trattamento termico originale del metallo.
Dopo un'escursione i ramponi andrebbero asciugati con cura, per evitare la formazione di ruggine, e protetti con un sottile strato di olio idrorepellente o grasso al silicone.